# Aeonium jacobsenii
Aeonium jacobsenii är en fetbladsväxtart som beskrevs av David Bramwell och Rowley. Aeonium jacobsenii ingår i släktet Aeonium och familjen fetbladsväxter. Inga underarter finns listade i Catalogue of Life.